# Benzilsäure
Benzilsäure ist ein weißes kristallines Pulver, das chemisch zur Gruppe der organischen Carbonsäuren gehört. Sie ist ein Phenylderivat der Mandelsäure.

## Gewinnung und Darstellung
Benzilsäure kann durch Reaktion von Benzil mit Kaliumhydroxid in wässrigem Ethanol gewonnen werden. Diese als Benzilsäure-Umlagerung bezeichnete Reaktion wurde 1838 von Liebig erstmals beschrieben und stellt eine innere Disproportionierung dar.
Ebenso ist die Darstellung aus Benzoin möglich, das seinerseits aus Benzaldehyd und Natriumcyanid hergestellt wird.

## Verwendung
Benzilsäure wird für die Synthese organischer Verbindungen z. B. von Pharmazeutika verwendet.

## Rechtsstatus
Da Benzilsäure als Ausgangsstoff zur Herstellung von chemischen Kampfstoffen wie dem Psychokampfstoff 3-Chinuclidinylbenzilat dienen kann, steht sie auf den entsprechenden Kontrolllisten.